# Recipiente para alimentos de espuma de poliestireno

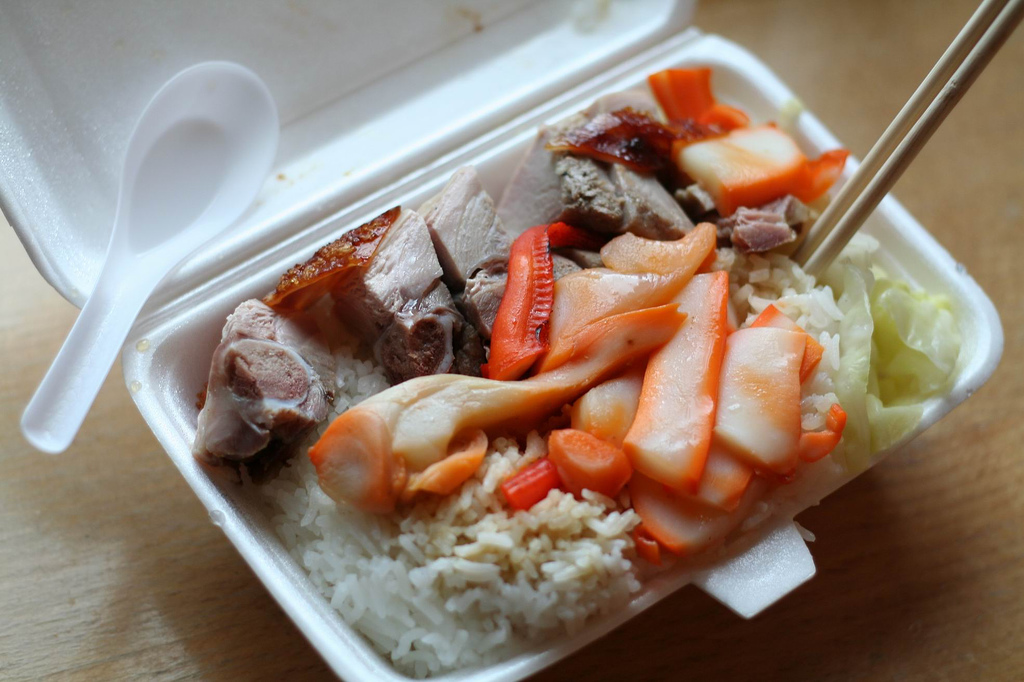
Siu mei con arroz en envase de espuma de poliestireno para llevar.

Un recipiente para alimentos de espuma de poliestireno es una forma de envase de alimentos desechable para diversos alimentos y bebidas, como fideos instantáneos procesados, carne cruda de los supermercados, helado de heladerías, alimentos cocinados de delicatessen o puestos de comida, o bebidas como café para llevar. También se utilizan habitualmente para servir comida para llevar en restaurantes y también están disponibles previa solicitud para los comensales que deseen llevarse a casa el resto de su comida. La espuma de poliestirenoes un buen aislante térmico, haciendo que el recipiente sea fácil de transportar además de mantener los alimentos a la temperatura que tenía cuando se llenó el recipiente, ya sea frío o caliente.

## Construcción y composición
Los recipientes de espuma para llevar están hechos de espuma de poliestireno expandido (EPS), u otro tipo de espuma de poliestireno, y se producen inyectando la espuma en un molde. Suelen ser de color blanco, aunque pueden estar impresos o con el logotipo de la empresa u otro mensaje.
La espuma EPS a veces se denomina incorrectamente styrofoam (de polystyrene foam, espuma de poliestireno) como término genérico. Styrofoam es una marca comercial de la Dow Chemical Company para espuma de poliestireno extruido (XPS) de celda cerrada, utilizada como aislante térmico y aplicaciones artesanales. Por el contrario, la espuma EPS suele ser blanca y está hecha de perlas de poliestireno expandido, y se utiliza para tazas de café desechables, refrigeradores o como material acolchado en envases.
Otro nombre comercial de EPS es thermacol, originado por BASF.

## Variedades

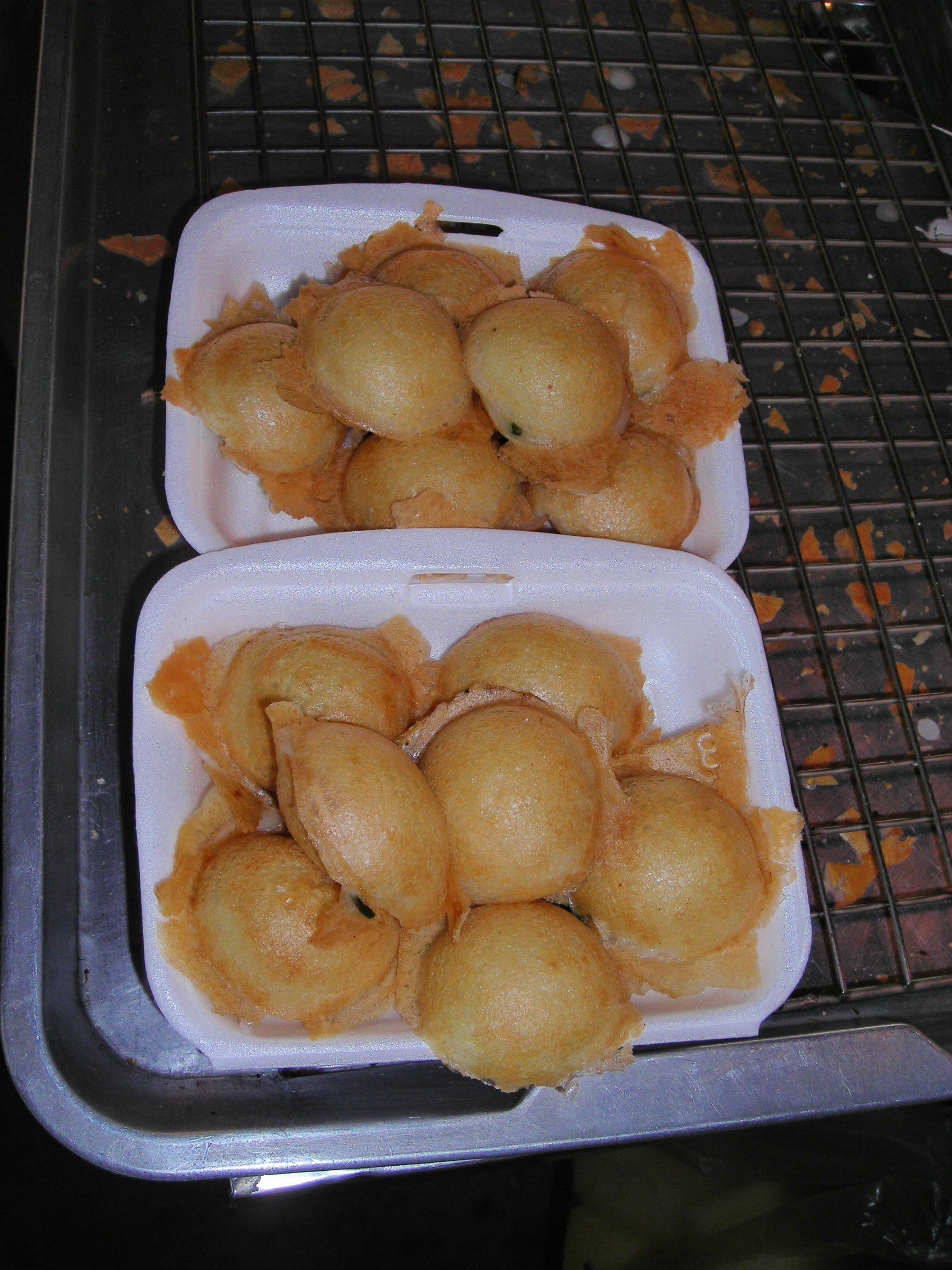
Khanom krok, donas tailandesas con relleno de huevo y coco, en un recipiente de espuma de poliestireno.

Las diferentes variedades de envases de espuma para llevar pueden incluir:
- Un recipiente estilo bivalva de forma rectangular con tapa adjunta, que viene en varios tamaños. Los más grandes suelen tener varios compartimentos, lo que permite mantener separados los diferentes alimentos. Esta variedad generalmente presenta varias pequeñas proyecciones en la tapa del recipiente, que pasan a través de ranuras en la mitad inferior para «bloquearlo», manteniendo así la tapa cerrada. Estos contenedores son resistentes a las fugas sólo si se mantienen en posición vertical y, a menudo, tienen un área de impresión cuadrada para etiquetar.
- Un recipiente de estilo cilíndrico con una tapa de plástico separada, translúcida u opaca, que puede sellar herméticamente para resistir fugas. El recipiente puede o no estrecharse un poco hacia el fondo. Tanto el tamaño total como la relación entre altura y diámetro pueden variar mucho. Estos recipientes suelen contener sopas y guisos; sin embargo, a menudo se utilizan variedades más pequeñas para contener salsas y condimentos.

## Cocina china
Los recipientes de espuma son las cajas de comida para llevar más utilizadas en la cocina china en el este y sudeste de Asia. Es estándar para la cocina cantonesa en Hong Kong y muchas partes de China y, a veces, se utiliza en varios restaurantes en el extranjero, particularmente en los Estados Unidos y Canadá.

## Cuestiones ambientales
Los recipientes para alimentos para llevar hechos íntegramente de espuma de poliestireno afectan al medio ambiente ya que no se biodegradan fácilmente. Sin embargo, se ha investigado y confirmado la degradación microbiana del estireno a través de metanógenos, siendo los productos intermedios diversas sustancias orgánicas y dióxido de carbono. Pseudomonas putida también puede convertir el aceite de estireno en varios polihidroxialcanoatos biodegradables. Algunas ciudades han prohibido el uso de contenedores de espuma para llevar, en particular San Francisco, Seattle y Portland. En 2013, el alcalde de la ciudad de Nueva York propuso prohibir los envases de espuma para alimentos por razones tanto de salud como medioambientales. La implementación de este plan quedó en suspenso mientras los propietarios de restaurantes y fabricantes de poliestireno litigaban la prohibición. Después de tres años de litigio, un juez falló a favor de la ciudad. En 2019, el gobernador del estado de Nueva York, Andrew Cuomo, propuso una prohibición en todo el estado.

## Problemas de salud
Según la Sociedad Estadounidense del Cáncer, el uso de poliestireno es seguro para los servicios alimentarios.
Tanto la EPA como la IARC consideran que el estireno es un posible carcinógeno. Representa un riesgo para la salud de los trabajadores involucrados en la producción de artículos de estireno y poliestireno, y las industrias tienen un programa de cumplimiento para hacer frente a las responsabilidades. La exposición prolongada a altas cantidades de estireno puede afectar el sistema nervioso central.